# 八坂神社 (山口市)
八坂神社（やさかじんじゃ）は山口県山口市にある神社。別名は祇園さま。

## 祭神
- 素盞嗚尊
- 稲田姫命
- 手名槌命
- 足名槌命

## 歴史
（この節の主な出典）
大内弘世が室町時代の応安3年（1370年）に京都の祇園神社から勧請した神社。本殿は永正17年（1520年）に大内義興が再建。

## 社殿
- 本殿 : 三間社流造

## 祭事・年中行事
- 例祭 : 7月20日 - 7月27日（山口祇園祭）

## 文化財

### 重要文化財(国指定)
- 本殿 - 室町時代後期（1520年）の建立。三間社流造、檜皮葺。大正6年（1917）08月13日指定。

## 所在地情報
所在地
- 山口県山口市上竪小路100番地

交通
- 鉄道
  - 上山口駅（西日本旅客鉄道〈JR西日本〉山口線） - 徒歩で約14分

- バス
  - 「野田学園前」バス停下車徒歩3分

## 周辺
- 築山神社（八坂神社に隣接）
- 大内氏遺跡 附 大内氏遺跡凌雲寺跡（国の史跡）
  - 築山館跡（八坂神社・築山神社は同館の跡地に建てられた）
  - 大内氏館跡（龍福寺）
- 今八幡宮
- 聖サビエル記念公園
- 豊榮神社・野田神社
- 瑠璃光寺
- 山口県護国神社
- 山口市菜香亭